# Відносини Німеччини та Ватикану
Офіційні дипломатичні відносини між Святим Престолом і нинішньою Федеративною Республікою Німеччина датуються 1951 роком із закінченням окупації союзниками. Історично Ватикан здійснював зовнішні відносини через нунціїв, починаючи з Апостольського нунція в Кельні та Апостольського нунція в Австрії. Після розпаду Священної Римської імперії та Віденського конгресу апостольський нунцій у Баварії замінив Кельн, і ця місія залишилася в Мюнхені через декілька урядів. З 1920 року баварська місія існувала разом з Апостольським нунцієм в Німеччині в Берліні, з яким вона була об'єднана в 1934 році.

## Поточні відносини
Колишній Папа Бенедикт XVI (Йозеф Ратцінгер) — є німець (з Баварії).
У 2009 році канцлер Німеччини Ангела Меркель у своїй дев'ятисторінковій промові на конференції Баварської католицької академії на тему «Політичні дії, засновані на християнській відповідальності», зазначила, що нова енцикліка Бенедикта XVI " Caritas in Veritate " вказує на шлях вперед у Великій рецесії.
Її особливо вразив уривок, який вона читала: «Основним капіталом, який потрібно охороняти та цінувати, є людина, людська особистість у її цілісності».

## Історичні відносини

### Середньовіччя
Відразу в 496 році франкський король Хлодвіг І охрестився разом із багатьма членами свого дому. На відміну від східнонімецьких племен, які стали християнами-аріанами, він став католиком. За прикладом свого короля хрестилися й багато франків, але їхній католицизм був змішаний з язичницькими обрядами.
Суперечка про інвеституру була найбільш значущим конфліктом між Церквою і державою в середньовічній Європі. У 11 і 12 століттях низка пап оскаржувала владу європейських монархій щодо контролю над призначеннями чи інвеститурами церковних посадових осіб, таких як єпископи та абати.

### Реформація
25 вересня 1555 року Карл V, імператор Священної Римської імперії та війська Шмалькальдської ліги підписали Аугсбурзький мир, щоб офіційно припинити релігійні війни між католиками та протестантами. Цей договір узаконив поділ Священної Римської імперії на католицькі та протестантські території.
Згідно з договором, релігія правителя (лютеранство або католицизм) визначала релігію його підданих. Ця політика широко позначається латинським словосполученням cuius regio, eius religio («чиє правління, його релігія», або «на землі князя, релігія князя»). Сім'ям надали період, коли вони могли вільно емігрувати в регіони, де переважала їхня бажана релігія.

### Доба після французької революції
У війні Першої коаліції революційна Франція розгромила коаліцію Пруссії, Австрії, Іспанії та Англії. Одним із результатів стала передача Рейнської області Франції за Базельським договором 1795 року.
Через вісім років, у 1803 р., щоб компенсувати князям приєднаних територій, було проведено комплекс медіатизацій, що призвело до серйозного перерозподілу територіального суверенітету в межах імперії.

### Kulturkampf
Головною темою європейської історії 18-го і особливо 19-го століття була секуляризація суспільства, проти якої різко протистояла католицька церква. У Німеччині цей процес мав свою першу кульмінацію в німецьких революціях 1848—1849 рр., а після їх придушення набув нового імпульсу зі встановленням ліберальних урядів у різних німецьких державах у 1850-1860-х рр. та в імперії в 1870-х рр. Католицька церква, відвертий противник лібералізму, виступала проти об'єднання Німеччини під переважно протестантським прусським керівництвом, і церква розглядалася як захист пригнобленої католицької польської меншини, яку німецькі націоналісти бачили як загрозу. Тому канцлер Бісмарк вважав Церкву загрозою для новоствореної імперії, особливо після створення католицької політичної партії, яка стала сильною опозицією в парламенті. Ліберали, особливо в світлі нових католицьких догм, оприлюднених за папи Пія IX у 1860-х і на Соборі 1870 року, завжди вважали католицьку церкву ворогом прогресу.
Закони, прийняті в державі Пруссії та в імперії на початку 1870-х років для обмеження впливу католиків у державних справах, зустріли відкритий опір Церкви, що призвело до гарячих публічних дебатів у ЗМІ та в парламентах, під час яких термін «Kulturkampf» набув широкого поширення. Дипломатичні зв'язки з Ватиканом були розірвані, і були прийняті додаткові закони, щоб придушити католицьку опозицію. Це лише призвело до більшої підтримки католицького населення та більшого опору з боку Церкви. Під час Kulturkampf чотири єпископи та 185 священиків, порушуючи закони, були засуджені та ув'язнені, а багато інших були оштрафовані або відправлені у вигнання.
Після смерті Пія IX у 1878 році Бісмарк почав переговори з більш примирливим Папою Левом XIII, який проголосив кінець Kulturkampf 23 травня 1887 року

### Третій Райх
Після того, як у 1923 році Гітлеру не вдалося взяти контроль над Баварською державою, нова нацистська партія, яка на той час поділяла думку баварських єпископів про несумісність націонал-соціалізму та християнства, більше не хотіла загравати з католиками.
Гітлер хотів розширити свій електорат. Керівництво партії стало антикатолицьким (особливо нападаючи на єпископів), а притаманний йому антисемітизм став більш запеклим. Щоб протидіяти цьому, єпископи ухвалили умовну заборону або заборону щодо членства католиків у партії, яка пізніше (з поширенням нацизму по Німеччині) змінювалася від єпархії до єпархії.
Пій XI прагнув укласти конкордати з будь-якою країною, яка була б готова це зробити, вважаючи, що письмові договори є найкращим способом захисту прав Церкви від урядів, які все більше схильні втручатися в такі справи. Під час його правління було підписано 12 конкордатів з різними типами урядів, включаючи уряди деяких німецьких держав. Коли Гітлер став канцлером Німеччини в січні 1933 року і попросив про конкордат, Пій XI погодився. Від його імені вів переговори кардинал Еудженіо Пачеллі, який згодом став Папою Пієм XII (1939—1958). Рейхсконкордат був підписаний Пачеллі та німецьким урядом у червні 1933 року і включав гарантії свободи для Церкви, незалежність для католицьких організацій і молодіжних груп, а також релігійне навчання в школах. Німецькі єпископи хотіли конкордату, і його швидке прийняття дало новому нацистському режиму значний ступінь легітимності за його хорошу поведінку у зовнішній політиці, незважаючи на його довгу історію насильницької риторики. Кент каже: «Без сумніву, конкордат був дипломатичною перемогою Гітлера. Це був його перший великий успіх у сфері зовнішньої політики, і він показав світові, що німецький канцлер був політично надійним і який заслуговує довір'я». Однак за кілька тижнів виникли серйозні суперечки через нацистські загрози статусу Церкви. Зокрема, були питання утисків католиків єврейського походження, звільнення католиків з державної служби, свободи слова для католицьких газет, тиску на католицькі школи та організації, законів про стерилізацію, переслідування черниць і священиків.

#### Mit brennender Sorge
Пій XI у відповідь на дедалі зростаючу ворожість нацистів до християнства видав у 1937 році енцикліку Mit brennender Sorge, в якій засуджується нацистська ідеологія расизму та тоталітаризму та порушення нацистами конкордату. Енцикліка, написана німецькою мовою, була адресована німецьким єпископам і читалася в усіх парафіях Німеччини. Енцикліка зберігалася в секреті, намагаючись забезпечити безперешкодне публічне читання її змісту в усіх католицьких церквах Німеччини. Ця енцикліка особливо засуджувала язичництво націонал-соціалістичної ідеології, міф про расу і кров, а також помилки в нацистській концепції Бога.
«Той хто підносить расу, чи народ, чи державу, чи певну форму держави, чи депозитарії влади, чи будь-яку іншу основоположну цінність людського співтовариства — якою б необхідною та почесною була їхня функція у світських речах, — той, хто піднімає ці поняття вище їх стандартної цінності і обожнює їх до ідолопоклонницького рівня, спотворює порядок світу, спланований і створений Богом; він далекий від істинної віри в Бога і від концепції життя, яку ця віра підтримує».
Після енцикліки німецько-ватиканські відносини швидко погіршилися і були відзначені жорстокими нацистськими вуличними демонстраціями проти двох німецьких єпископів. Пій XI продовжував різко і публічно критикувати політику нацистів, але він також уникнув повного розриву. Помер на піку напруженості, у лютому 1939 року.

### Пій XII
Хоча Папа Пій XII був рішучим противником нацизму, на думку пізніших критиків, він був занадто тихим щодо Голокосту.
Жак Адлер, однак, перевірив стенограми передач по радіо Ватикану, які охопили широку аудиторію на коротких хвилях. Він стверджує, що це викривало нацистські переслідування Церкви та виступало проти співпраці з нацизмом. Він закликав католиків залишатися вірними заповідям своєї віри: захищати святість життя та єдність людства. При цьому Папа проводив політику духовного опору нацистській ідеології та расизму.

### Східна Німеччина
Після Другої світової війни католики в зоні, окупованій радянською армією, опинилися під войовничо атеїстичною владою. Багато парафій були відрізані від своїх єпархій у західній частині Німеччини. Радянська зона зрештою проголосила себе суверенною державою, Німецькою Демократичною Республікою (НДР). Конституція НДР проголошувала свободу релігійних переконань, але насправді нова держава намагалася скасувати релігію.
Католицька церква була невеликою в східній Німеччині (більшість людей були протестантами). Вона мала повноцінну єпископську ієрархію, яка повністю відповідала Ватикану. У перші післявоєнні роки напруженість була високою. Католицька церква в цілому, і зокрема єпископи, була опором як і режиму, так і марксистській ідеології, проте держава дозволяла єпископам проводити протести, що вони робили з таких питань, як аборт. Проте за єпископами пильно спостерігала Штазі.
Після 1945 року Церква досить добре інтегрувала католицьких вигнанців зі східних земель (які були передані Польщі) та пристосовувала свої інституційні структури проти загроз атеїстичної держави. У Церкві це означало все більш ієрархічну структуру, тоді як у сфері релігійної освіти, преси та молодіжних організацій була розроблена система тимчасового персоналу, яка враховувала особливе становище благодійної організації «Карітас». На них майже не вплинули спроби комуністів примусити їх до ладу. Таким чином, до 1950 року існувало католицьке підсуспільство, яке було добре пристосоване до переважаючих конкретних умов і здатне підтримувати католицьку ідентичність.
Зі зміною поколінь у єпископаті, що відбулася на початку 1980-х років, держава сподівалася на кращі відносини з новими єпископами, але нові єпископи натомість демонстрували зростаючу незалежність від держави, проводячи несанкціоновані масові збори, сприяючи міжнародним зв'язкам у дискусіях з теологами за кордоном. та проведення екуменічних конференцій. Нові єпископи стали менш політично орієнтованими і більше залучені до душпастирства та уваги до духовних проблем. Уряд у відповідь обмежив міжнародні контакти єпископів.